# 北アフリカ

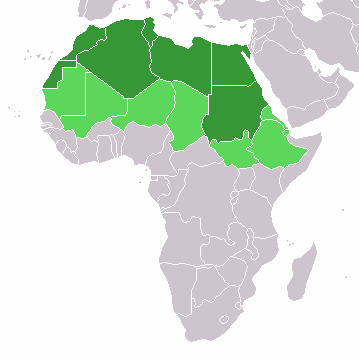
北部アフリカ（国連の準地域）
地理上の北部アフリカ（上を含む）

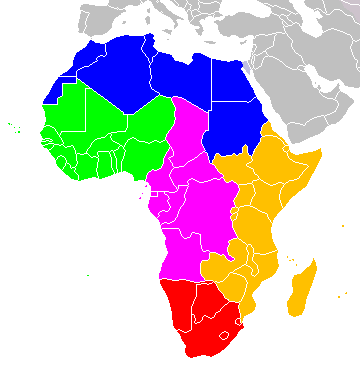
国際連合によるアフリカの地域の分類
北アフリカ
西アフリカ
中部アフリカ
東アフリカ
南部アフリカ

北アフリカ（きたアフリカ、アラビア語: شمال إفريقيا、フランス語:Afrique du Nord、スペイン語:Norte de África）は、アフリカ北部を取り囲む地域を指す。また、狭義には西端部のマグリブ地域のみを指す場合もある。エジプトやリビアを中心に中東の一部として定義されることも多い。

## 独立国
- アルジェリア
- エジプト
- リビア
- モロッコ
- スーダン
- チュニジア
- 西サハラ（サハラ・アラブ民主共和国）(事実上) - 国連加盟国46カ国と南オセチアが国家承認。モロッコが占領し自国領土と主張。

## 非独立地域
- カナリア諸島
- セウタ
- メリリャ
- アルボラン島
- ランペドゥーザ島
- ランピョーネ島
- マデイラ諸島
- プラサス・デ・ソベラニア

## 主要都市
エジプト
- カイロ
- ギーザ
- アレクサンドリア

リビア
- トリポリ
- ベンガジ
- ミスラタ

チュニジア
- チュニス

アルジェリア
- アルジェ

モロッコ
- ラバト
- カサブランカ

スーダン
- ハルツーム
- オムドゥルマン

## 宗教
かつてイスラム帝国が北アフリカの一部を支配していた事もあり、ほとんどの国でイスラム教が国教とされている。エジプトにはコプト人のキリスト教の信者もいる。